# 祖洞了伝
祖洞 了伝（そどう りょうでん、生没年不詳）は、戦国時代の大樹寺の僧侶。松平西福寺（静岡市）開山。

## 略歴
永禄3年、桶狭間の戦いでの敗戦後、大樹寺に逃れた家康を追手の野武士が取り囲んだ。祖洞和尚は総門のかんぬきを抜き七十人力の怪力で戦い、敵を退散させた。後に家康はこのかんぬきを「貫木神」と命名し、慶長3年には祖洞を江戸に呼び寄せ、新たな寺を寄進したといわれている。